# Henri-Louis-Stanislas Mortier de Fontaine
Henri-Louis-Stanislas Mortier de Fontaine, (ur. 13 maja 1816 w Wiśniowcu (Obwód tarnopolski), zm. 10 maja 1883 w Londynie) – pianista francuski urodzony na ziemiach polskich.
Studiował w Warszawie u Józefa Elsnera wraz z Fryderykiem Chopinem. Debiutował w roku 1832 w Gdańsku, w następnym roku przybył do Paryża. Od roku 1837 podróżował po Włoszech, do Paryża wrócił w roku 1840. Był zaprzyjaźniony z Ferencem Lisztem, został ojcem chrzestnym jego córki Cosimy Wagner, późniejszej żony Richarda Wagnera. Liszt zadedykował mu transkrypcje fortepianowe trzech marszów Franza Schuberta.
W roku 1847 uznanie przyniosła mu interpretacja sonaty Beethovena nr 29 „Hammerklavier” Op. 106 uważanej za wyjątkowo trudną technicznie kompozycję. 
W roku 1850 zamieszkał w Rosji, w latach 1853-1860 nauczał w Sankt Petersburgu. W roku 1853 wystąpił tamże z cyklem „koncertów historycznych”, w których zaprezentował interpretacje dzieł dawnych zgodnie z duchem epoki.
Od roku 1860 zamieszkał w Monachium, występując w wielu miastach europejskich z koncertami muzyki dawnej, prowadził też działalność pedagogiczną. Do jego uczniów należał m.in. Wilhelm Kienzl. Potem zamieszkał w Paryżu, ostatnie lata życie spędził w Londynie.